# Justicia eminii
Justicia eminii är en akantusväxtart som beskrevs av Gustav Lindau. Justicia eminii ingår i släktet Justicia och familjen akantusväxter. Inga underarter finns listade i Catalogue of Life.